# Коринтиан-Кэжуалз
«Кори́нтиан-Кэ́жуалз» (англ. Corinthian-Casuals Football Club) — футбольный клуб из Толуорта (боро Кингстон-апон-Темс, Лондон), основанный в 1939 году. Домашние матчи проводит на стадионе «Кинг Джорджес Филд». В сезоне 2024/25 выступает в южном премьер-дивизионе Футбольной лиги объединённых графств (девятый дивизион в системе футбольных лиг Англии).

## История
Клуб был основан в 1939 году посредством слияния двух любительских клубов, «Коринтиан» (основан в 1882 году) и «Кэжуалз» (основан в 1883 году). До начала Второй мировой войны, когда все футбольные турниры в Англии были приостановлены, новый клуб провёл только один матч. После окончания войны «Коринтиан-Кэжуалз» занял место клуба «Кэжуалз» в Истмийской лиге. В сезоне 1953/54 команда выиграла Большой кубок Суррея, обыграв в финале «Эпсом-энд-Юэлл». В сезоне 1955/56 «Коринтиан-Кэжуалз» дошёл до финала Любительского кубка Англии, где сыграл против клуба «Бишоп-Окленд»: матч на «Уэмбли» завершился вничью со счётом 1:1, а в переигровке на «Эйрсом Парк» победу со счётом 4:1 одержал «Бишоп-Окленд». В следующем сезоне команда дошла до полуфинала этого турнира, где проиграла клубу «Уиком Уондерерс» со счётом 2:4. В сезоне 1965/66 «Коринтиан-Кэжуалз» преодолел квалификационные раунды и дошёл до первого раунда Кубка Англии, в котором уступил клубу Третьего дивизиона Футбольной лиги «Уотфорд».
В конце 1960-х — начале 1970-х годов клуб занимал последние места в турнирной таблице Истмийской лиги, а по итогам сезона 1973/74 команда выбыла во Второй дивизион Истмийской лиги (который был создан в 1973 году). В 1977 году Истмийская лига была расширена до трёх дивизионов (бывший Первый дивизион стал Премьер-дивизионом, Второй стал Первым, а нижним дивизионом стал Второй). По итогам сезона 1977/78 «Коринтиан-Кэжуалз» выбыл в нижний Второй дивизион Истмийской лиги. В сезоне 1983/84 «Коринтиан-Кэжуалз» во второй раз в своей истории преодолел квалификационные раунды и дошёл до первого раунда Кубка Англии, в котором уступил клубу Четвёртого дивизиона Футбольной лиги «Бристоль Сити» после переигровки. По окончании сезона 1983/84 «Коринтиан-Кэжуалз» был исключён из Истмийской лиги за несоответствие требованиям совместного использования земли под стадион, после чего клуб выбыл в Премьер-дивизион Спартанской лиги. В сезоне 1984/85 клуб выбыл из Премьер-дивизиона в Старший дивизион Спартанской лиги, который он выиграл в сезоне 1985/86.
В сезоне 1988/89 «Коринтиан-Кэжуалз» отправился в турне по Бразилии, где сыграл против клуба «Коринтианс» (за обе команды сыграл бразильский футболист Сократес). В сезоне 1994/95 клуб выиграл Кубок Спартанской лиги. В 1996 году клуб вступил в Футбольную лигу объединённых графств. Заняв второе место в своём первом сезоне в новой лиге, клуб вернулся в Истмийскую лигу в 1997 году (в третий дивизион).
В 2001 году «Коринтиан-Кэжуалз» вновь отправился в турне по Бразилии. В сезоне 2010/11 клуб выиграл Большой кубок Суррея, обыграв в финальном матче «Ледерхед» со счётом 2:0.
В 2015 году клуб отправился в очередную поездку в Бразилию, где традиционно сыграл с клубом «Коринтианс» (бразильцы выиграли со счётом 3:0).

## Стадион
В первом матче после своего основания «Коринтиан-Кэжуалз» сыграл на одном из футбольных полей Ламбетского дворца. После Второй мировой войны клуб проводил домашние матчи на стадионе «Ричмонд Роуд» (принадлежавший клубу «Кингстониан», ранее на нём играл «Кэжуалз»). В 1946 году клуб покинул «Ричмонд Роуд», после чего выступал на нескольких стадионах, разделяя их с другими клубами. В числе этих стадионов были «Политекник Граунд» в Чизике (1946—1950), «Овал» (1950—1963), «Чемпион Хилл» в Ист-Далидже (1963—1968), «Сэнди Лейн» в Митчеме (1968—1983), «Уолтон Роуд» в Моулзи (1983—1984, 1986—1988) и атлетический стадион «Уимблдон Парк» (1984—1986).
В 1988 году клуб объединился с «Толуортом», после чего начал выступать на домашнем стадионе последнего — «Кинг Джорджес Филд» в Толуорте, таким образом впервые получив свой собственный домашний стадион. Изначально вокруг поля этого стадиона была беговая дорожка, которую затем убрали. За обеими воротами были возведены навесы для стоячих трибун, а с одной из сторон поля возвели небольшую сидячую секцию (сиденья забрали со стадионов «Плау Лейн», «Чемпион Хилл» и «Уэстли Парк». Стадион вмещает около 2 тысяч зрителей, сидячих мест там 250.

## Достижения
- Спартанская лига
  - Чемпион старшего дивизиона Спартанской лиги: 1985/86
  - Победитель Кубка Спартанской лиги: 1994/95
- Большой кубок Суррея[англ.]
  - Победитель: 1953/54, 2010/11
- Кубок победы (Victory Cup)
  - Победитель: 1966/67[9]
- Турнир Эгри Эрбштейна (Egri Erbstein Tournament)
  - Победитель: 2019

- Лучший результат в лиге: 5-е место в Истмийской лиге, 1953/54, 1959/60[3]
- Лучший результат в Кубке Англии: первый раунд, 1965/66, 1983/84[3]
- Лучший результат в Любительском кубке Англии[англ.]: финал, 1955/56[3]
- Лучший результат в Трофее Футбольной ассоциации: второй раунд, 2002/03[3]
- Лучший результат в Вазе Футбольной ассоциации: пятый раунд, 1983/84[3]
- Наибольшее количество матчей: Саймон Шерголд, 526[10]
- Наибольшее количество голов: Клифф Уэст, 215[10]